# Idioma záparo
La lengua záparo o zápara (también llamada kayapwe) es una lengua SOV que pertenece a la familia zaparoana. Se halla extinta en Ecuador y en el Perú
Los primeros contactos con la etnia zápara se produjeron en 1667 (Reeve 1988). En 1850 Osculati calcula que la etnia se compone de unas 20 000 personas; apenas tres cuartos de siglo después, quedaban unos 1000 individuos (Tessman 1930). Su territorio tradicional se ubicaba unos 100 km al este de la actual ciudad ecuatoriana de Puyo, en el curso medio del río Bobonaza. Este río, a su vez, los separaba del territorio de los achwar (familia lingüística jíbara).
Algunos grupos de záparas del río Curaray migraron hacia el norte, instalándose en la orilla colombiana del río Putumayo. En 1940, los miembros de este grupo eran 14 personas, y desde entonces no se los ha vuelto a mencionar en la literatura, por lo que probablemente se ha extinguido o integrado a otras etnias perdiendo su lengua y su cultura.
Varios factores contribuyeron a la extinción de la lengua. Por un lado, el fuerte descenso demográfico debido a las enfermedades exóticas como la viruela, la tuberculosis y la neumonía. Por otro, los desplazamientos forzosos y los maltratos producto del avance de los colonos blancos criollos, que contribuyeron también a la disminución de la población. Finalmente, la integración con otros grupos étnicos con los que mantenían relaciones habituales, como los quichuas de las tierras bajas del este ecuatoriano (familia lingüística quechua II B) y los achwar de lengua jíbara (Reeve 1988, Stark 1985).
Actualmente el pueblo zápara tiene varias iniciativas para recuperar y mantener el idioma ancestral como la confección de un diccionario.
- Pastaza, Ecuador. Según Andrade (2001) y Juncosa (2000) los zápara habitan en las comunidades de río Curaray, Conambo (Llanchamacocha/Witsauke; Jandiayacu/Masaraka y Mazaramu/Aremanu), río Pinduyacu (Cuyacocha y Akamaro), Torimbo y Balsaura.
- Comunidades zápara viven en las provincias de Loreto y Maynas, región Loreto, Perú.

## Número de hablantes
Las estimaciones de los especialistas difieren, pero todos coinciden en señalar el riesgo de extinción. La población étnica sería de unas 400 personas, 200 en Ecuador y otras tantas en Perú, casi todos hablantes del quichua como primera lengua. Gordon [2005] indica un solo hablante. Andrade [2001] estima 5 hablantes, de entre 70 y 90 años de edad. Juncosa [2000] es el que da la cifra más elevada: 24 personas. Se están llevando a cabo esfuerzos para revitalizar la lengua, que es enseñada en dos escuelas ecuatorianas, e impulsada por la Asociación de Nacionalidad Zápara de la Provincia de Pastaza en conjunto con Unesco.

## Fonología
La fonología del záparo es relativamente simple, con solo cuatro vocales y 15 consonantes. Los grupos consonánticos se anulan, excepto cuando se implican [ʔ].
|              | Bilabiales | Dentales | Postalveolares | Velares | Glotales |
| ------------ | ---------- | -------- | -------------- | ------- | -------- |
| Oclusivas    | p          | t ʦ͡      | ʧ͡              | k kw~kʷ | ʔ        |
| Fricativas   |            | s        | ʃ              |         | h        |
| Nasales      | m          | n        |                |         |          |
| Aproximantes | w~β        |          | j              |         |          |
| Vibrantes    |            | ɾ        |                |         |          |

|          | Anteriores | Centrales | Posteriores |
| -------- | ---------- | --------- | ----------- |
| Abiertas | i          | ɨ         | u~o         |
| Cerradas | a~æ        |           |             |